# استان کاخاتامبو
استان کاخاتامبو (به اسپانیایی: Provincia de Cajatambo) یک استان در پرو است که در منطقه لیما واقع شده‌است. استان کاخاتامبو ۱٬۵۱۵٫۲۱ کیلومتر مربع مساحت و ۶٬۵۵۹ نفر جمعیت دارد و ۳٬۳۷۶ متر بالاتر از سطح دریا واقع شده‌است.